# Беляков, Алексей Степанович
Алексе́й Степа́нович Беляко́в (1917, Мариинск — 1992) — советский хозяйственный, государственный и политический деятель. Чрезвычайный и полномочный посол СССР в Финляндии (1970—1971).

## Биография
Родился в 1917 году в Мариинске. Член КПСС с 1939 года.
С 1938 года — на хозяйственной, общественной и политической работе. В 1938—1987 годах — комсорг ЦК ВЛКСМ Томского университета, слушатель ВПШ при ЦК ВКП(б), внештатный сотрудник аппарата ЦК ВКП(б), штатный инструктор отдела печати УПА ЦК ВКП(б), член пропгруппы, и. о руководителя пропгруппы УПА ЦК ВКП(б), учёный секретарь, старший н. с. Института философии АН СССР, преподаватель философии ВПШ при ЦК ВКП(б), референт секретаря ЦК А. А. Жданова, заместитель заведующего сектором партийной пропаганды ОПА ЦК ВКП(б), заведующий подотделом ВПК ЦК ВКП(б), помощник заведующего Отделом по связям с иностранными компартиями ЦК КПСС, ответственный консультант Отдела по связям с иностранными компартиями ЦК КПСС, ответственный консультант Международного отдела ЦК КПСС, помощник секретаря ЦК КПСС О. В. Куусинена, помощник секретаря ЦК КПСС, заместитель заведующего Международным отделом ЦК КПСС, посол СССР в Финляндии (1970—1971), представитель СССР во Всемирном совете мира, н. с. Международном института мира в Австрии.
Делегат XXIV съезда КПСС.
Умер в 1992 году.